# نافريا دي أوسيرو
نافريا دي أوسيرو هي بلدية تقع في مقاطعة سوريا، في منطقة قشتالة وليون، في إسبانيا. يبلغ عدد سكانها 33 نسمة وذلك حسب (المعهد الوطني للإحصاء) سنة 2017. تبلغ مساحتها 36,56 كم مربع، وترتفع عن سطح البحر 1,026 متر.